# Eumerus schachti
Eumerus schachti är en tvåvingeart som först beskrevs av Claussen 1989.  Eumerus schachti ingår i släktet månblomflugor, och familjen blomflugor.
Artens utbredningsområde är Marocko. Inga underarter finns listade i Catalogue of Life.